# Académie de France à Rome
L'Académie de France à Rome est une institution artistique française située dans la villa Médicis sur la colline du Pincio à Rome et destinée à l'accueil en résidence pour une période donnée, en son sein ou hors les murs, de jeunes artistes afin de développer leurs projets créatifs.
L’Académie est souvent nommée « Villa Médicis » par métonymie, en référence au palais l’hébergeant depuis 1803.

## Histoire

### Fondation

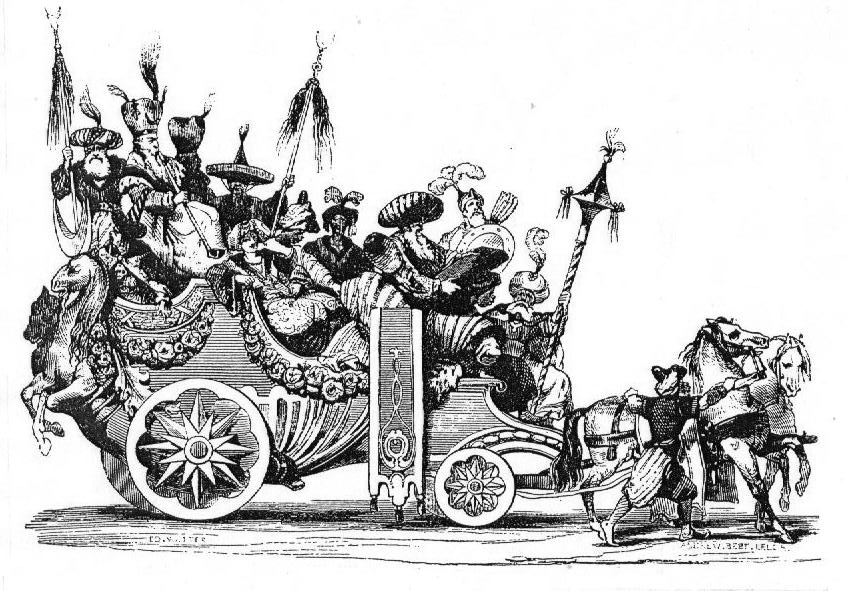
Char des artistes de l'Académie de France au carnaval de Rome en 1748.

Dans la recherche sur l'initiateur de la fondation de l'Académie de France à Rome, Albert Lecoy de La Marche rappelle dans son ouvrage L'Académie de France à Rome : correspondance inédite de ses directeurs le mémoire que Georges Guillet de Saint-George, historiographe de l'Académie royale de peinture et de sculpture, consacré à Charles Errard a lu devant les académiciens, le 4 novembre 1699. Lecoy de La Marche fait remarquer que, dans son mémoire sur Charles Le Brun, en 1690, Guillet de Saint-George ne mentionne pas l'Académie de France à Rome. Il en attribue l'initiative à Charles Errard, au moment où Louis XIV choisit de placer Charles Le Brun comme chancelier de l'Académie royale avec le titre de premier peintre du roi, le 4 mars 1663 jusqu'à sa mort. Errard propose alors à Colbert, vice-protecteur de l'Académie royale, de fonder en faveur des étudiants français qui vont se former à Rome une Académie.
L'Académie de France à Rome est fondée en 1666 par Louis XIV à l'initiative de Colbert. Le premier directeur est Charles Errard qui se présente à l'Académie royale pour faire ses adieux le 6 mars 1666 qui part à Rome avec douze étudiants.
L'Académie de France à Rome est d'abord située dans une maison sur les pentes du Janicule près du monastère de Sant'Onofrio, probablement la maison de l'avocat Ronconi d'après une lettre écrite par Colbert à Errard. Elle déménage en 1673 au palais Vidoni Caffarelli puis en 1684 dans le palais Capranica. En 1725, l'Académie a dû quitter le palais Capranica qui devait être démoli pour réaliser le Teatro Valle dont la construction commence le 26 juin 1726. Elle s'établit au palais Mancini ou de Nevers qui est achetée par le roi par contrat du 6 septembre 1737 au prix de 190 000 livres, sur le Corso.
Le 13 janvier 1793, l'ancienne Académie de France a cessé d'exister. Nicolas-Jean Hugou de Bassville qui remplace le directeur de l'Académie de France est pris à partie par la foule et reçoit un coup d'arme blanche au ventre. Il meurt le lendemain. Le palais Mancini est pillé et incendié par la foule. Les pensionnaires doivent se cacher avant de fuir,.
Le décret du 25 octobre 1795 pris par le Directoire prévoit dans son article V : « Le palais national à Rome, destiné jusqu'ici à des élèves français de peinture, de sculpture et d'architecture, conservera cette destination », et dans son article 7 : « Les artistes français désignés à cet effet par l'Institut et nommés par le Directoire exécutif seront envoyés à Rome. Ils y résideront cinq ans dans le palais national, où ils seront logés et nourris aux frais de la République comme par le passé ». Joseph-Benoît Suvée et confirmé dans son poste de directeur de l'Académie en 1796. Le traité de Tolentino signé le 19 février 1797 prévoit le rétablissement de l'école des arts instituée à Rome pour tous les Français. Suvée n'arrive à Rome qu'en 1801. Il constate que le palais Mancini n'est plus en état de recevoir l'Académie. Le 18 mai 1803, une convention est rédigée entre le gouvernement du royaume d'Étrurie et le gouvernement français représenté par le général Clarke, ministre plénipotentiaire de la République française, pour l'échange du palais Mancini contre la villa Médicis à Rome. La convention est finalement signée le 14 vendémiaire an XIII (6 octobre 1804). Une dépense de 40 000 francs est faite pour permettre à la villa de recevoir les artistes. Les premiers pensionnaires s'y installent le 1er novembre 1804.

### Villa Médicis
En 1803, Napoléon Bonaparte transfère l'Académie de France à Rome à la villa Médicis. L'intention du futur empereur des Français est de perpétuer une institution menacée un temps par la Révolution[réf. nécessaire]et, ainsi, de permettre aux jeunes artistes de continuer d'approcher et de copier les chefs-d’œuvre de l'Antiquité ou de la Renaissance puis de s'en inspirer pour leurs « envois de Rome ». Ces travaux annuels, envoyés et jugés à Paris, constituent des exercices obligés pour tous les pensionnés.
Au début, la villa et ses jardins sont dans un triste état et doivent être rénovés pour accueillir l'ensemble des lauréats du prix de Rome. Ces derniers y font alors un séjour de trois à cinq ans selon les disciplines.
Après une première interruption du concours pendant la Première Guerre mondiale, les activités reprennent alors que se succèdent à la direction de l'institution Denys Puech, lauréat du prix de Rome en 1884 et auteur d'un buste du Duce, le sculpteur Paul Landowski, puis le musicien Jacques Ibert. En 1941, Mussolini confisque le lieu à la France. L'Académie se replie à la villa Paradiso à Nice à partir de novembre 1941, puis à Fontainebleau de fin mai 1944 jusqu'en 1946.

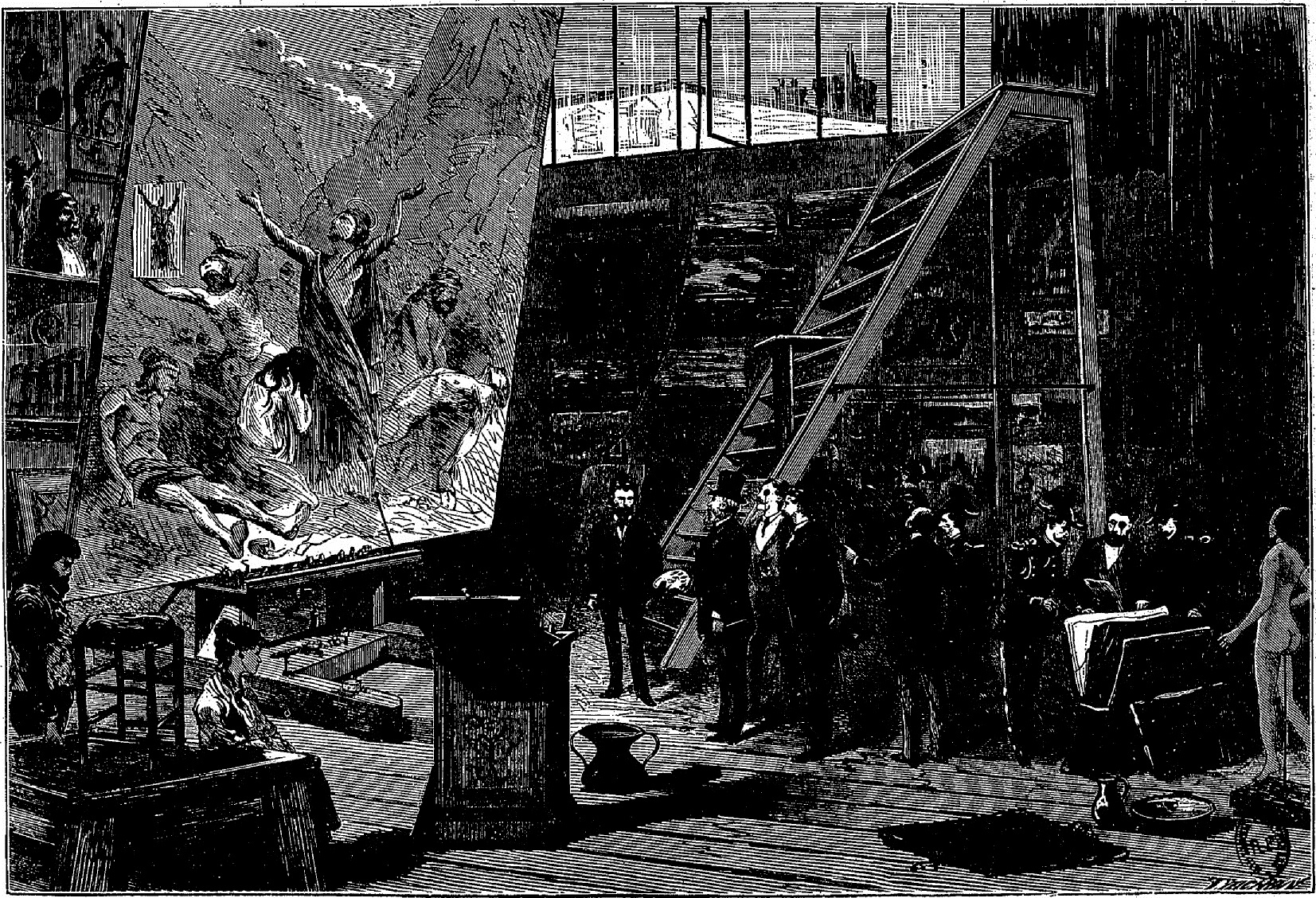
S. M. l'Empereur du Brésil, Pedro II, visitant les ateliers de l'Académie de France, à Rome, gravure publiée dans L'Univers illustré du 17 mars 1877.

Concours et prix de Rome sont supprimés en 1968 par André Malraux, le dernier grand prix d'architecture ayant pris fin dès 1967, les événements de 1968 empêchant son bon déroulement. L'Académie des beaux-arts à Paris et l'Institut de France perdent alors la tutelle de la villa Médicis au profit du ministère de la Culture et de l'État. Dès lors, les pensionnaires n'appartiennent plus seulement aux disciplines traditionnelles (peinture, sculpture, architecture, gravure, gravure sur médailles ou sur pierres fines, composition musicale) mais aussi à des champs artistiques jusque-là négligés ou nouveaux (histoire de l'art, archéologie, littérature, scénographie, photographie, cinéma, vidéo, voire cuisine). Les artistes sont recrutés, non plus sur concours, mais sur dossier et pour des séjours variant de six à dix-huit mois voire, plus rarement, deux ans.
Le bâtiment et ses dépendances ont fait l'objet d'une nouvelle campagne de réhabilitation et de modernisation dont la restauration de la façade sur les jardins constitue l'étape la plus spectaculaire. Ces travaux se sont déroulés entre 2004 et 2007 sous la direction de Richard Peduzzi.
Depuis quelques années, la villa Médicis s'ouvre sur l'extérieur et présente expositions et spectacles élaborés par ses pensionnaires. Il est également possible pour les visiteurs de louer des chambres de la villa.
Selon le journal L'Express, la rémunération mensuelle du directeur de l'Académie de France à Rome est de 5 000 € auxquels s'ajoutent 4 000 € de défraiements ainsi que la résidence.

## Directeurs
Se référer aussi à la catégorie Directeur de l'Académie de France à Rome.
- 1666-1672 : Charles Errard
- 1673-1675 : Noël Coypel
- 1675-1684 : Charles Errard
- 1684-1699 : Matthieu de La Teulière
- 1699-1704 : René-Antoine Houasse
- 1704-1725 : Charles-François Poerson
- 1725-1737 : Nicolas Vleughels
- 1737-1738 : Pierre de L'Estache
- 1738-1751 : Jean-François de Troy
- 1751-1775 : Charles-Joseph Natoire
- 1775 : Noël Hallé
- 1775-1781 : Joseph-Marie Vien
- 1781-1787 : Louis Jean François Lagrenée
- 1787-1792 : François-Guillaume Ménageot
- 1792-1807 : Joseph-Benoît Suvée
- 1807 : Pierre-Adrien Pâris
- 1807-1816 : Guillaume Guillon Lethière
- 1816-1823 : Charles Thévenin
- 1823-1828 : Pierre-Narcisse Guérin
- 1829-1834 : Horace Vernet
- 1835-1840 : Jean-Auguste-Dominique Ingres
- 1841-1846 : Jean-Victor Schnetz
- 1847-1852 : Jean Alaux
- 1853-1866 : Jean-Victor Schnetz
- 1866-1867 : Joseph-Nicolas Robert-Fleury
- 1867-1873 : Ernest Hébert
- 1873-1878 : Jules Eugène Lenepveu
- 1879-1884 : Louis-Nicolas Cabat
- 1885-1890 : Ernest Hébert
- 1891-1904 : Jean-Baptiste-Claude-Eugène Guillaume
- 1905-1913 : Charles-Emile-Auguste Durand, dit Carolus-Duran
- 1913-1921 : Albert Besnard
- 1921-1933 : Denys Puech[18]
- 1933-1937 : Paul-Maximilien Landowski
- 1937-1960 : Jacques Ibert
- 1961-1977 : Balthazar Klossowski de Rola, dit Balthus
- 1979-1985 : Jean Leymarie
- 1985-1994 : Jean-Marie Drot
- 1994-1997 : Jean-Pierre Angremy, dit Pierre-Jean Rémy
- 1997-2002 : Bruno Racine
- 2002-2008 : Richard Peduzzi
- 2008-2009 : Frédéric Mitterrand
- 2009-2015 : Éric de Chassey
- 2015-2018 : Muriel Mayette-Holtz
- 2018-2020 : Stéphane Gaillard[19] (intérim)
- Depuis 2020 : Sam Stourdzé[20]

## Pensionnaires et élèves
Se référer aux catégories Prix de Rome et Pensionnaire de la Villa Médicis.

### Sociétés d'artistes fondées à l'Académie de France à Rome
Deux sociétés d'artistes plus ou moins confidentielles furent successivement constituées au sein de l'Académie de France à Rome. La première, dite « Grand Malheur » fut fondée en 1806 et dissoute en 1830. Les statuts de la seconde, dite « La Cipolla » furent rédigés le 20 juin 1818 et révisés le 7 juillet 1820. Le sculpteur Cortot et ses proches amis Louis Petitot et Jean-Baptiste Roman sont cités comme fondateurs. Seurre (l'aîné) fut nommé secrétaire en 1819.

### Cuisine
Depuis janvier 2022, l'Académie accueille une résidence culinaire. Il s'agit d'y nourrir au quotidien l'équipe de l'institution (personnel et pensionnaires) ainsi que d'organiser quelques dîners, privés ou non, tel le Dîner des citrons, repas bi-annuel qui fait la part belle aux agrumes, dont la villa Médicis possède une collection, et aux agrumiculteurs. La villa alimente ses cuisines par son potager et par des producteurs locaux.
Les chefs en résidence sont :
- Zuri Camille de Souza (2022)
- Martin Plachaud (2023)
- Arturo Franzino (2024).

#### Correspondance des directeurs de l'Académie de France à Rome avec les Surintendants des Bâtiments
- Anatole de Montaiglon, Correspondance des directeurs de l'Académie de France à Rome avec les Surintendants des Bâtiments, publiée d'après les manuscrits des Archives nationales, t. 1 1666-1694, Paris, Charavay Frères, 1887 (lire en ligne), t. 2 1694-1699, 1888 (lire en ligne), t. 3 1699-1711, 1889 (lire en ligne), t. 4 1711-1716, 1893 (lire en ligne), t. 5 1716-1720, 1895 (lire en ligne), t. 6 1721-1724, 1896 (lire en ligne), t. 7 1724-1728, 1897 (lire en ligne), t. 8 1729-1733, 1898 (lire en ligne), t. 9 1733-1741, 1899 (lire en ligne), t. 10 1742-1753, 1900 (lire en ligne), t. 11 1754-1763, 1901 (lire en ligne), t. 12 1764-1774, 1902 (lire en ligne), t. 13 1774-1779, 1903 (lire en ligne), t. 14 1780-1784, 1905 (lire en ligne), t. 15 1785-1790, 1905 (lire en ligne), t. 16 1791-1797, 1907 (lire en ligne), t. 17 1797-1804, 1907 (lire en ligne), t. 18 Table générale, 1912 (lire en ligne)